# Bartolomeo di Giura
Bartolomeo di Giura, in francese Barthélemy de Jur  (Grandson, 1080 circa – Abbazia di Foigny, 26 giugno 1158), è stato un vescovo cattolico francese.
Fu vescovo di Laon dal 1113 al 1151.

## Biografia
Appartenente all famiglia dei Conon, signori di Grandson,  era figlio di Falcon (Folco) signore di Grandson, di La Sarraz, del Giura e di Losanna, e di Aélis (Ade, Adelaide), figlia di Ilduino, signore di Ramerupt e di Montdidier, e di Adelaide di Roucy.
Prima di diventare vescovo di Laon fu suddiacono e poi tesoriere della chiesa di Reims, il cui arcivescovo, Manasse di Chatillon, era suo prozio da parte di madre.
Egli partecipò con propri fondi alla ricostruzione della chiesa cattedrale di Laon, che aveva patito durante l'insurrezione dei comuni del 1112. Egli richiamò presso di sé Norberto di Prémontré, che nel 1120 fondò nella foresta di Voas, nel luogo detto Prémontré, l'abbazia omonima. Nel 1121, con Bernardo di Chiaravalle, promosse la fondazione dell'Abbazia di Foigny e successivamente, nel 1134, quella di Vauclair, a sud di Laon. Con l'aiuto del fratello Ebal, prese anche parte alla fondazione dell'Abbazia del lago di Joux, nel territorio dell'attuale comune svizzero di L'Abbaye, dell'Ordine dei canonici premonstratensi.
Nel 1142 il vescovo Bartolomeo, assistito dal vescovo di Senlis, Pierre, e da quello di Noyon, Simone di Noyon, tutti e tre sicuramente ingannati dalle dichiarazioni del conte Raul I di Vermandois, avevano acconsentito a benedire il matrimonio di Petronilla d'Aquitania con quest'ultimo, che aveva ripudiato illegalmente la sua prima moglie, Eleonora di Blois, sorella del conte Tebaldo II di Champagne. Nel 1148 un concilio, tenutosi a Reims, confermò la nullità di questo matrimonio e scomunicò i due sposi, come i prelati che ne avevano benedetta l'unione. Bartolomeo di Jur si dimise nel 1151 dalla sua carica di vescovo di Laon e si ritirò come semplice monaco nell'abbazia cistercense di Foigny, nel Thiérache, che lui stesso aveva contribuito a fondare, e vi morì nel 1158.